# Logobou
Logobou ist sowohl eine Gemeinde (französisch commune urbaine) als auch ein dasselbe Gebiet umfassendes Departement im westafrikanischen Staat Burkina Faso, in der Region Est und der Provinz Tapoa. Die Gemeinde hat 61.422 Einwohner.
Das Departement liegt zwischen der Chaîne de Gobnangou im Norden und der beninischen Grenze im Süden. Im Osten des Departements befindet sich das Réserve partielle de la Kourtiagou.